# برايان كالدويل
برايان كالدويل (بالإنجليزية: Brian Caldwell)‏ هو مستكشف أمريكي، ولد في 17 ديسمبر 1975.